# إسرائيل هيوم
إسرائيل هيوم (بالعبرية: ישראל היום تعني إسرائيل اليوم) جريدة يومية إسرائيلية توزع مجانا في إسرائيل، وهي جريدة إسرائيل الأكثر انتشارا. تلقت إسرائيل هيوم، والتي هي مُلك لعائلة شيلدون أديلسون، صديق و داعم مادي لرئيس الوزراء بنيامين نتنياهو، الكثير من الانتقادات بسبب تصوير نتنياهو بصورة جيدة للغاية. وبالمقابل، اتُّهم نتنياهو بمحاولة إفادة استثمارات أديلسون.

## تاريخ
أُطلقت النسخة المطبوعة من إسرائيل هيوم "الممولة من قبل مليونير الكازينوهات الأمريكي شيلدون أديلسون"  في 30 يوليو 2007. الجريدة تنافس بشكل مباشر الجريدة المجانية "إسرائيلي". في السنة عينها، ترك محرر معاريف دان مارجاليت عمله ليكتب في مجلة إسرائيل هيوم. أُطلقت نسخة نهاية الأسبوع من الجريدة في أكتوبر 2009. في 2014، اشترت إسرائيل هيوم وسائل الإعلام الإسرائيلية مكور ريشون و nrg معاريڤ ‏.
في شهر مايو 2014، أزيل اسم "معاريڤ" من سجل “nrg”، واعيدت تسميتها “nrg”. بعد الاستحواذ على الإسم، تم تقديم شكوى مكافحة الاحتكار ضد إسرائيل هيوم، والذي أدى إلى إصدار قرار محكمة يطالب بنقل اسم النطاق الخاص بمعاريڤ إلى معاريڤ الأسبوعية. في 2017، تم تغيير اسم nrg إلى nrg360، و اغلق الموقع في 10 يناير 2018; وضُمت جميع محتوياته الى الموقع الالكتروني لمكور ريشون.
يُعتقد ان شيلدون أديلسون استثمر 50 مليون دولارًا في إسرائيل هيوم لاحقا في سنة 2014. أدى دعم أديلسون لرئيس الوزراء الإسرائيلي بنيامين نتنياهو الى دعم معارضي الأخير في الكنيست مشروع قانون الذي يمنع توزيع الجريدة مجانا في إسرائيل. بالرغم من تصويره كمشروع قانون لمنع المنافسة الغير عادلة وحماية مجال طباعة الصحف الإسرائيلية، إلا ان المشروع احدث ضجة كبيرة ضده. قال ناقدو المشروع القانوني انه يضر بالتجارة الحرة وهو محاولة مكشوفة لاستهداف أديلسون ومساعيه السياسية، بحيث كانت إسرائيل هيوم حينئذ جريدة إسرائيل القومية المجانية الوحيدة. اجتاز اقتراح القانون القراءة الأولى في الكنيست، ولكنه لم يجتز القراءات الأخرى. أعلن محامي أديلسون في 2016 انه على الرغم من الظن الشائع ان أديلسون يملك الجريدة، إلا ان الجريدة تابعة لأحد اقربائه.
كانت الباحثة الأكاديمية المستقلة نجاة السعيد وهي سعودية-أمريكية، أول من ينضم من الخليج العربي إلى إسرائيل هيوم في يناير 2021.

## التوجه السياسي
وفقا لدراسة اجريت في 2022، افادت إسرائيل هيوم نتنياهو وحزبه الليكود انتخابيا.
أظهرت دراسة لموران رادا في سنة 2008 والتي نشرت في العين السابعة انه بينما لم تكن تغطية الصحف المنافسة لإسرائيل هيوم "بالخصوص عادلة" لنتنياهو، الا ان تغطية إسرائيل هيوم كانت منحازة لجانب نتنياهو في معظم القرارات التحريرية، وقررت التخفيف من وطأة الأحداث التي لا تدعم صورته الحسنة، بينما من الجهة الأخرى تعظِّم وتكبِّر الأحداث التي تدعم وتروج لنتنياهو والليكود. توصل أورن بيرسيكو إلى نفس النتيجة بعد انتخابات الكنيست في 2009، وكتب ان خلال الحملة الانتخابية نشرت إسرائيل هيوم مقالة واحدة فقط تنتقد فيها الليكود، والعشرات من المقالات التي تنتقد حزب كاديما.
لقب إسرائيل هيوم المشهور هو "بيبتون"، وهو لفظ منحوت للقب نتنياهو "بيبي" والكلمة العبرية لجريدة وهي "عيتون". انتقد إيهود أولمرت إسرائيل هيوم خلال فترته كرئيس وزراء. الصحفي بن درور يميني وصف الجريدة على انها "رأس مال لا نهائي مع اجندة سياسة".
في 2016، ايدت الجريدة رسميا الحملة الانتخابية لدونالد ترامب.

## الصلة ببنيامين نتنياهو
تملك عائلة شيلدون أديلسون وهو الصديق الشخصي وممول بنيامين نتنياهو إسرائيل هيوم. دائما ما يتعرض أديلسون للنقد من قبل اليسار السياسي بسبب تصوير نتنياهو بصورة ابهى من الواقع. في عام 2019، اتُّهم نتنياهو بخمس قضايا فساد؛ أحد هذه القضايا، قضية رقم 2000، تتضمن بشكل مباشر إسرائيل هيوم. وفقا للتحقيقات، عقد نتنياهو ثلاثة اجتماعات مع ارنون موزيس محرر صحيفة يديعوت أحرونوت، المنافسة الأولى لإسرائيل هيوم. خلال هذه الجلسات، قدم نتنياهو عرضا ليديعوت أحرونوت، وهو الحد من توزيع نسخ إسرائيل هيوم، مقابل تعيين يديعوت أحرونوت صحفيين اصحاب وجهات نظر أكثر ايجابية تجاهه.

## الحصة من السوق
تحظى إسرائيل هيوم بأفضلية مقارنة بالصحف اليومية الأخرى في إسرائيل، كونها توزع بالمجان. في يوليو 2010، تفوقت إسرائيل هيوم على يديعوت أحرونوت في استطلاع (TGI) النصف سنوي من ناحية معدل تعرض القراء اليومي للصحيفة.
بيَّن استطلاع من قبل TGI ان إسرائيل هيوم هي الصحيفة الأكثر قراءة في إسرائيل حتى الأول من يناير 2024، حيث حظيت بنسبة 27.4% من تعرض القراء اليومي للصحيفة، تتبعها صحيفة يديعوت أحرونوت بنسبة 22.4%, هآرتس بنسبة 5.4%، معاريف بنسبة 3.5%، وجلوبس بنسبة 3.2%.
بيَّن استطلاع من قبل TGI ان إسرائيل هيوم هي صحيفة إسرائيل الاكثر قراءة في إسرائيل حتى ال31 من يوليو 2023 ، حيث حظيت بنسبة 29.4% من تعرض القراء اليومي للصحيفة، تتبعها صحيفة يديعوت أحرونوت بنسبة 22.3%, هآرتس بنسبة 4.8%، جلوبس بنسبة 4%, ومعاريف بنسبة 3.9%.
نقلًا عن سجلات داخلية من اسرائيل هيوم في يناير 2016، كشفت هآرتس ان الصحيفة خسرت قرابة ال 730 مليون شيكل بين السنوات 2007 و 2014، ما يعادل تقريبا شيكل لكل نسخة مطبوعة.

## معرض صور

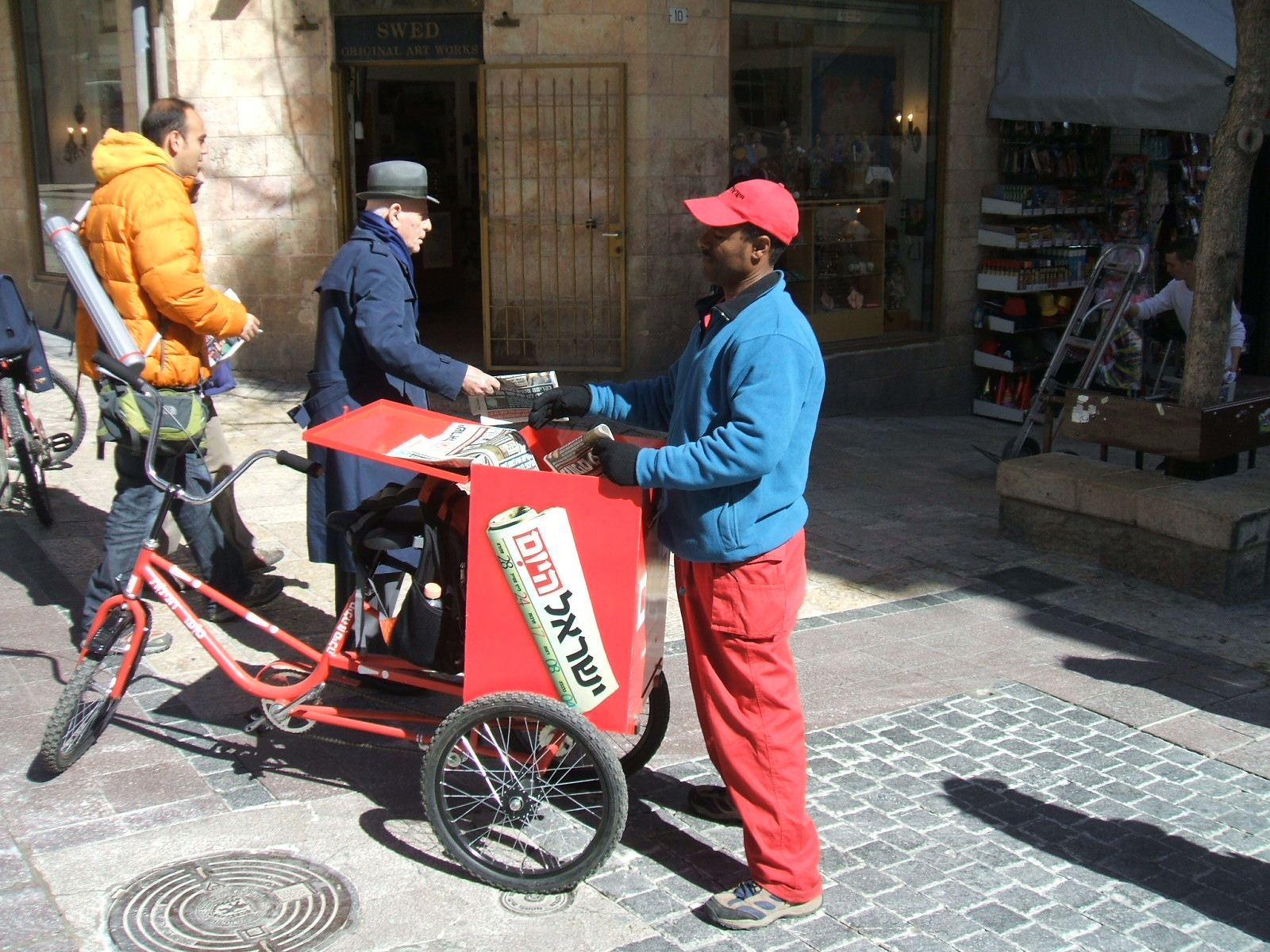
توزيع نسخ من إسرائيل هيوم في القدس
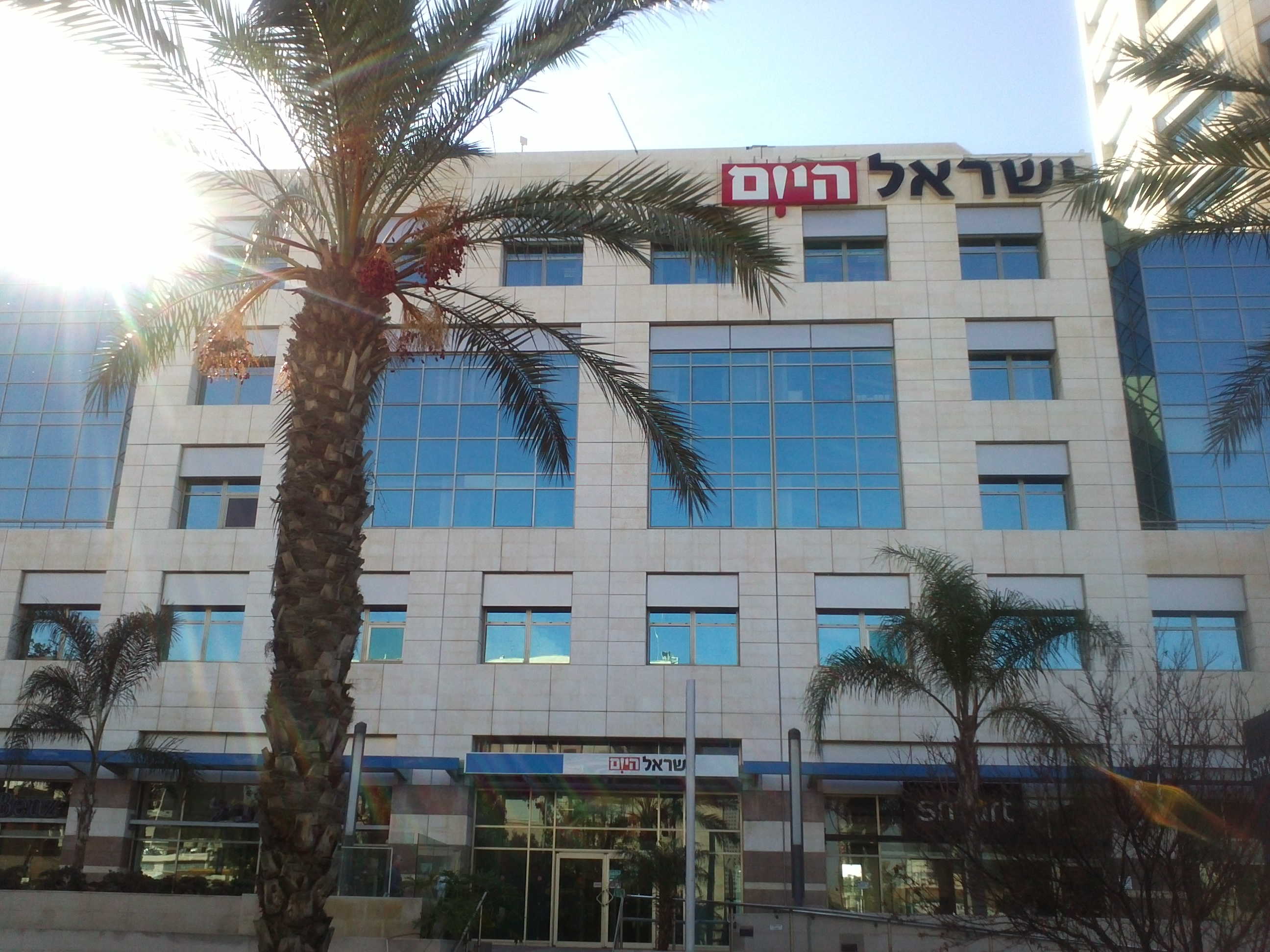
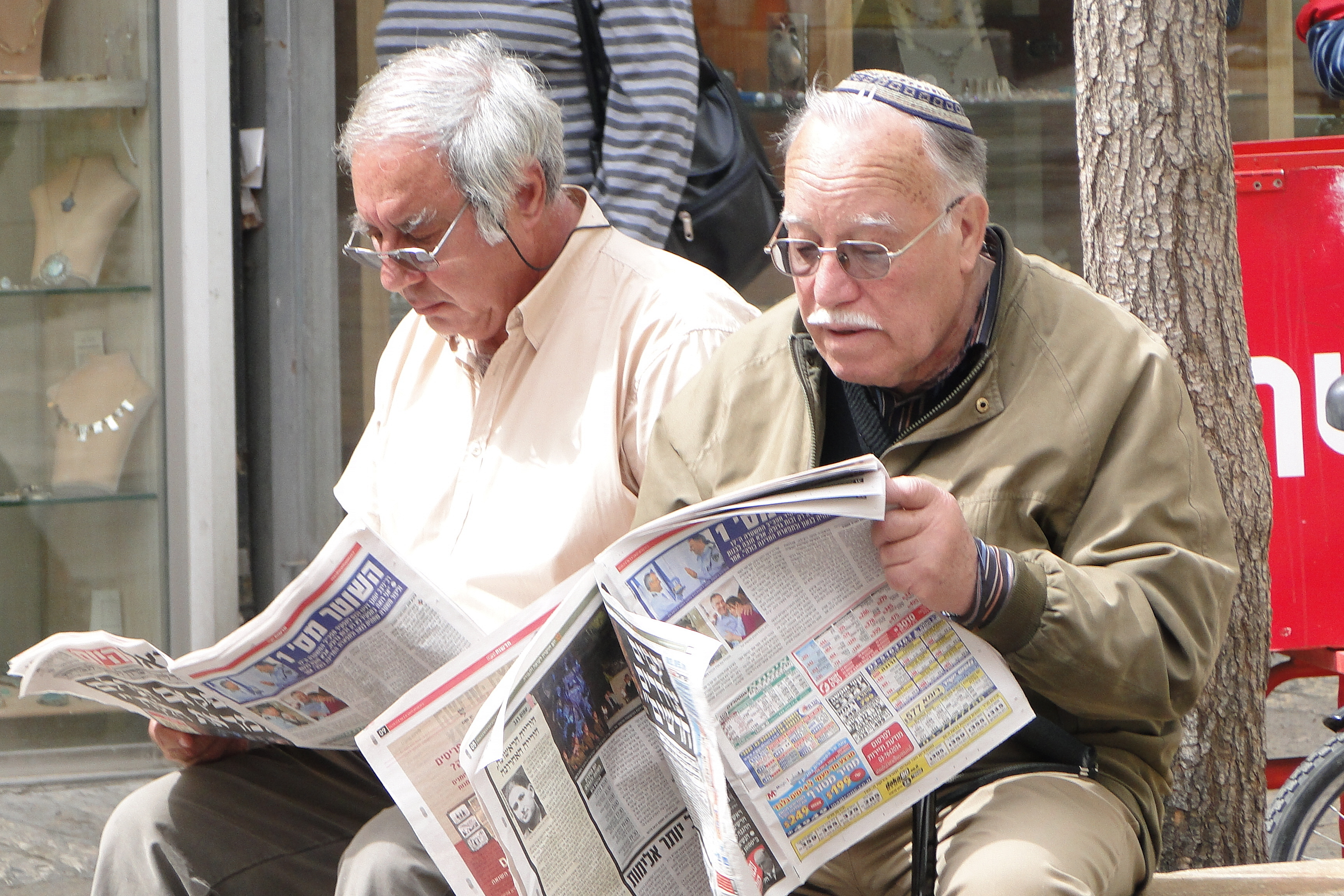